# Xenoderus montanus
Xenoderus montanus är en insektsart som beskrevs av Boris Petrovich Uvarov 1925. Xenoderus montanus ingår i släktet Xenoderus och familjen gräshoppor. Inga underarter finns listade i Catalogue of Life.